# New Challenge
New Challenge – czwarty minialbum południowokoreańskiej grupy Infinite, wydany 21 marca 2013 roku przez wytwórnię Woollim Entertainment. Płytę promował singel „Man In Love” (kor. 남자가 사랑할때). Sprzedał się w nakładzie 165 151 egzemplarzy w Korei Południowej (stan na maj 2014 roku).

## Lista utworów
| Nr | Tytuł                                                                            | Słowa         | Kompozycja                                | Aranżacja                                                  | Czas |
| -- | -------------------------------------------------------------------------------- | ------------- | ----------------------------------------- | ---------------------------------------------------------- | ---- |
| 1. | "Welcome To Our Dream"                                                           |               | Ahn Jun-sung                              | Ahn Jun-sung                                               | 1:09 |
| 2. | "Man in Love (Namjaga Saranghalttae)" (kor. 남자가 사랑할때 (Man in Love))       | Song Soo-yoon | Han Jae-ho, Lee Chang-hyun, Kim Seung-soo | Han Jae-ho, Lee Chang-hyun, Kim Seung-soo, Hong Seung-hyun | 3:15 |
| 3. | "Iboda Joheul Sun Eobsda." (kor. 이보다 좋을 순 없다., ang. As Good As It Gets.) | Song Soo-yoon | Han Jae-ho, Lee Chang-hyun, Kim Seung-soo | Han Jae-ho, Lee Chang-hyun, Kim Seung-soo, Hong Seung-hyun | 3:35 |
| 4. | "Geuriumi Dahneun Gose" (kor. 그리움이 닿는 곳에, ang. Still I Miss You)         | Hwang Hyun    | Hwang Hyun                                | Hwang Hyun                                                 | 3:50 |
| 5. | "Beautiful"                                                                      | Nam Woo-hyun  | Nam Woo-hyun                              | Yue                                                        | 3:27 |
| 6. | "60 Cho" (kor. 60초, ang. 60 seconds) (Infinite ver.)                            | Song Soo-yoon | Yue, Han Jae-ho, Kim Seung-soo            | Yue, Han Jae-ho, Kim Seung-soo, Hong Seung-hyun            | 3:34 |
| 7. | "Bulpyeonhan Jinsil" (kor. 불편한 진실, ang. An Inconvenient Truth)              | Song Soo-yoon | Lee Chang-hyun                            | Lee Chang-hyun                                             | 3:20 |

## Notowania
| Lista                          | Pozycja |
| ------------------------------ | ------- |
| Gaon Weekly Album Chart        | 1       |
| Gaon Monthly Album Chart       | 1       |
| Gaon Yearly Album Chart (2013) | 12      |
| Oricon Weekly Album Chart      | 16      |